# Carlos Souto Vidal
Pas d'image ? Cliquez ici

a Compétitions nationales et continentales officielles uniquement.

b Matchs officiels uniquement.
Dernière mise à jour le 5 mai 2023.
Carlos Souto Vidal, né le 4 novembre 1976 à Oviedo (Espagne), est un joueur de rugby à XV, qui joue avec l'équipe d'Espagne évoluant au poste de troisième ligne aile.
Son frère jumeau Sergio Souto Vidal est également international.

## Carrière

### En club
- Real Oviedo Rugby  Espagne 1993-2001
- Club Alcobendas rugby  Espagne 2001-2003
- El Salvador Rugby  Espagne 2003-2012

### En équipe nationale
Il a eu sa première cape internationale le 14 avril 1996, à l'occasion d’un match contre l'équipe de Russie.

## Statistiques internationales
- 50 sélections avec  l'équipe d'Espagne.
- Sélections par année : 4 en 1996, 2 en 1997, 4 en 1998, 6 en 1999, 3 en 2000, 8 en 2001, 10 en 2002, 6 en 2003, 1 en 2004, 2 en 2006, 2 en 2007 et 1 en 2010.
- Participation à la Coupe du monde 1999 (3 matchs comme titulaire).